# Tampereen Pyrintö (baschet)
Tampereen Pyrintö este un club de baschet din Tampere. Evoluează în prima ligă din Finlanda. Grupul deține 3 de titluri și 2 cupe.

## Palmares
Korisliiga
- Câștigători (3): 2010, 2011, 2014

Cupa Finlandei
- Câștigători (2): 1969, 2013